# Bruxelles-Ingooigem 1991
La Bruxelles-Ingooigem 1991, quarantaquattresima edizione della corsa, si svolse il 12 giugno. Fu vinta dal belga Patrick Van Roosbroeck della squadra La William-Saltos-Duvel davanti al connazionale Hendrik Redant e al sovietico Ivan Romanov.

## Ordine d'arrivo (Top 10)
| Pos. | Corridore              | Squadra                 | Tempo    |
| ---- | ---------------------- | ----------------------- | -------- |
| 1    | Patrick Van Roosbroeck | La William-Saltos-Duvel | 5h03'00" |
| 2    | Hendrik Redant         | Lotto-Superclub         | s.t.     |
| 3    | Ivan Romanov           |                         | s.t.     |
| 4    | Koen Van Rooy          | La William-Saltos-Duvel | s.t.     |
| 5    | Corneille Daems        | Collstrop-Isoglass      | s.t.     |
| 6    | Michel Cornelisse      | La William-Saltos-Duvel | s.t.     |
| 7    | Olaf Ludwig            | Panasonic-Sportlife     | s.t.     |
| 8    | Jan Mattheus           | La William-Saltos-Duvel | s.t.     |
| 9    | Gino De Backer         | TonTon Tapis-GB-Corona  | s.t.     |
| 10   | Rik Van Slycke         | Lotto-Superclub         | s.t.     |